# باتريك جيمس ليونارد
باتريك جيمس ليونارد (بالإنجليزية: Patrick James Leonard)‏ هو جندي أمريكي، ولد في 19 مايو 1847 في مقاطعة ميث في جمهورية أيرلندا، وتوفي في 1899.